# Junkers EF 128
Junkers EF 128 – jednomiejscowy myśliwiec o napędzie odrzutowym, zaprojektowany w zakładach Junkersa pod koniec II wojny światowej. 

## Historia
Projekt samolotu opracowano w odpowiedzi na złożone w 1944 roku przez Oberkommando der Luftwaffe zapotrzebowanie na jednomiejscowy samolot myśliwski, zdolny osiągnąć prędkość 1000 km/h. Oprócz Junkersa EF 128 planowano wówczas budowę samolotów odrzutowych Blohm & Voss P 212, Heinkel P. 1078, Focke-Wulf Ta 183 oraz Messerschmitt P.1101.